# Ангел Георгиев (революционер)
Вижте пояснителната страница за други личности с името Ангел Георгиев.
Ангел Георгиев е български революционер, скопски деец на Вътрешната македоно-одринска революционна организация.

## Биография
Ангел Георгиев е роден в 1880 година в скопското село Драчево, тогава в Османската империя. Получава средно образование и учителства в Скопие, Куманово и на други места. В 1897 година влиза във ВМОРО. През 1906 година е председател на Скопския околийски революционен комитет.
При избухването на Балканската война в 1912 година е доброволец в Македоно-одринското опълчение.